# Heaven Forbid
Heaven Forbid – trzynasty studyjny album amerykańskiego zespołu hardrockowego Blue Öyster Cult, wydany w 1998 roku. Jest to pierwszy studyjny album zespołu z nowym materiałem w dekadzie (nie licząc z 1992 roku soundtracku do Bad Channels). Amerykański pisarz horrorów i science fiction John Shirley napisał kilka piosenek na płycie. Chociaż jest on znanym  autorem swoich cyberpunkowych opowieści, wiele tekstów na tej płycie dotyczy wczesnych motywów science fiction. Roboczy tytuł albumu to "Ezekiel's Wheel", który został nazwany od biblijnej opowieści, dlatego niektórzy uważają, że nawiązuje on do wczesnych wizyt UFO.
Liczba utworów na tym albumie ma powiązanie z utworami wydanymi przez Blue Öyster Cult. "In Thee" został oryginalnie ukazany w albumie "Mirrors". "Still Burnin'" to sequel piosenki "Burnin' for You", który pojawił się w albumie "Fire of Unkown Origin". "Live for Me" ukazuje wiele podobieństw z singlem "Your Loving Heart" z albumu "Flat Out" Bucka Dharma.
Inspiracją dla alternatywnej okładki jest Morgan Fairchild. Ten obraz pojawia się też na odwrocie wkładki, a oryginalnie miał być na przodzie okładki, na co wskazywałyby reklamy z okresu powstawania.

## Lista utworów
1. "See You in Black" (Eric Bloom, Donald Roeser, John Shirley) – 3:17
2. "Harvest Moon" (Roeser) – 4:55
3. "Power Underneath Despair" (Bloom, Roeser, Shirley) – 3:30
4. "X-Ray Eyes" (Roeser, Shirley) – 3:48
5. "Hammer Back" (Bloom, Roeser, Shirley) – 3:35
6. "Damaged" (Roeser, Shirley) – 4:22
7. "Cold Gray Light of Dawn" (Bloom, Roeser, Shirley) – 3:51
8. "Real World" (Roeser, Shirley) – 5:08
9. "Live for Me" (Roeser, Shirley) – 5:19
10. "Still Burnin'" (Roeser, Jon Rogers) – 3:39
11. "In Thee" (Live) (Allen Lanier) – 3:40

## Twórcy

### Skład
- Eric Bloom – gitary, instrumenty klawiszowe, śpiew (1, 3, 5, 7), produkcja
- Buck Dharma – gitary, instrumenty klawiszowe, śpiew (2, 4, 6, 8-11), produkcja
- Allen Lanier – gitary, instrumenty klawiszowe,
- Danny Miranda – gitara basowa (1, 4-9, 11), dodatkowy wokal
- Jon Rogers – gitara basowa (2, 3 and 10), dodatkowy wokal
- Bob Rondinelli – perkusja (9)
- Chuck Burgi - perkusja (1-8, 10), dodatkowy wokal

### Dodatkowi muzycy
- George Cintron – dodatkowy wokal
- Tony Perrino – dodatkowe instrumenty klawiszowe

### Produkcja
- Steve Schenck – produkcja (2, 3, 10), management
- Paul Orofino – inżynier, miks
- Marc Senesac – inżynier, miks (2, 3, 10)
- Leon Zervos – mastering